# Балка Вербова
Балка Вербова — балка (річка) в Україні у Гуляйпільському й Покровському районах Запорізької й Дніпропетровської областей. Права притока річки Янчул (басейн Дніпра).

## Опис
Довжина балки приблизно 26,44 км, найкоротша відстань між витоком і гирлом — 22,85 км, коефіцієнт звивистості річки — 1,16. Формується декількома балками та загатами. На деяких ділянках балка пересихає.

## Розташування
Бере початок на південно-західній околиці села Темирівки. Тече переважно на північний захід через села Новомиколаївку, Калинівське, Вербове, Вишневе і на північно-західній околиці села Єгорівки впадає у річку Янчул, праву притоку річки Гайчул.
Населенні пункти вздовж берегової смуги: Запорізьке, Березове, Степове.

## Цікаві факти
- У XX столітті на балці існувало багато молочно-тваринних ферм (МТФ) та газових свердловин[2].